# ميخائيل زيمر
ميخائيل زيمر (بالألمانية: Michael Zimmer)‏ (18 نوفمبر 1955 بألمانيا - ) هو لاعب كرة قدم ألماني في مركز الوسط. لعب مع تنس بوروسيا برلين.

## وصلات خارجية
- ميخائيل زيمر على موقع قاعدة بيانات كرة القدم.إي يو (الإنجليزية)
- ميخائيل زيمر على موقع بيانات كرة القدم. دي إي (الألمانية)
- ميخائيل زيمر على موقع عالم كرة القدم.نت (الإنجليزية)